# Mo Thebom
Mo Thebom (모태범, Mo Tae-bum, handzsa: 牟太釩,  kiejtés: [motʰɛbʌm]; Szöul, Dél-Korea, 1989. február 15. –) olimpiai és kétszeres távonkénti világbajnok dél-koreai gyorskorcsolyázó. Harmadik osztályos korában kezdett el gyorskorcsolyázással foglalkozni. Első jelentősebb eredményét a 2006-os junior világbajnokságon érte el, amikor aranyérmet szerzett az 500 és az 1500 méteres versenyszámban. A 2010. évi téli olimpiai játékokon, valamint a 2012-es és 2013-as távonkénti világbajnokságon első helyezést ért el 500 méteren. Országos szinten 2004 óta vesz részt versenyeken, míg a nemzetközi mezőnyben 2005-től van jelen.

## Fordítás
- Ez a szócikk részben vagy egészben  a   Mo Tae-bum című angol Wikipédia-szócikk ezen változatának fordításán alapul.  Az eredeti cikk szerkesztőit annak laptörténete sorolja fel. Ez a jelzés csupán a megfogalmazás eredetét és a szerzői jogokat jelzi, nem szolgál a cikkben szereplő információk forrásmegjelöléseként.